# Ferdinand von Richthofen

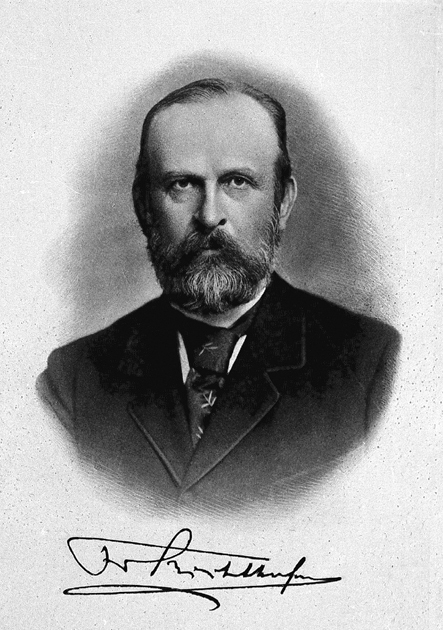
Ferdinand von Richthofen

Ferdinand von Richthofen (ur. 5 maja 1833 w Carlsruhe w prowincji Śląsk (obecnie Pokój w województwie opolskim), zm. 6 października 1905 w Berlinie) – niemiecki geolog, geograf, kartograf i badacz Chin.

## Życiorys

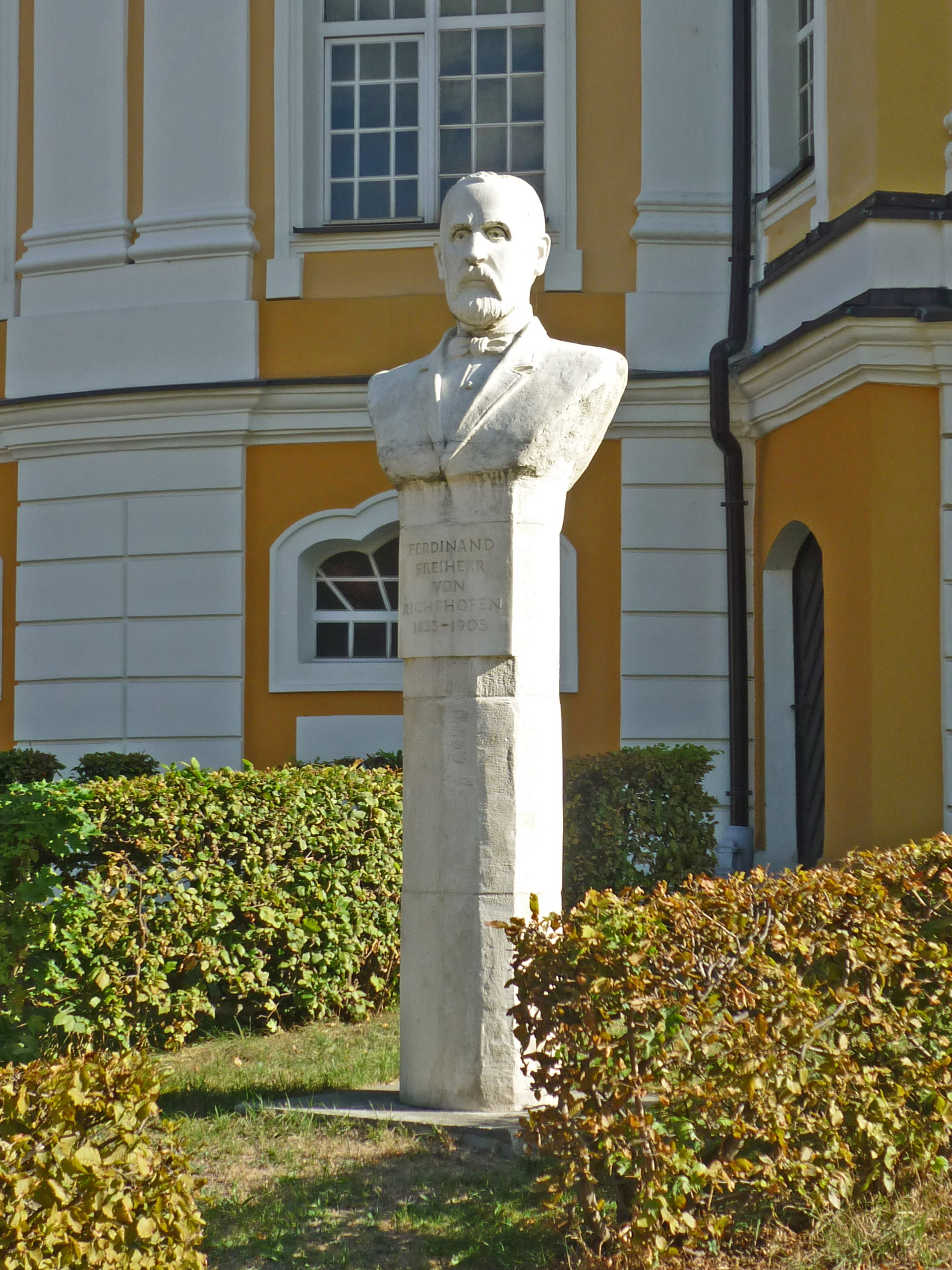

Pochodził z arystokratycznej rodziny z Górnego Śląska. W latach 1860–1862 podróżował po Azji Wschodniej jako członek pruskiej misji handlowo-dyplomatycznej. Zwiedził Cejlon, Japonię, Tajwan, Filipiny, Indonezję i Syjam. W latach 1862–1868 prowadził geologiczne badania Kalifornii i gór Sierra Nevada. W latach 1868–1872 podróżował po Chinach. Po powrocie objął funkcję prezesa Towarzystwa Geograficznego (Gesellschaft für Erdkunde zu Berlin), a w 1886 został profesorem geologii na uniwersytecie w Berlinie. Jego najbardziej znani uczniowie to Sven Hedin, Artur Berson i Wilhelm Sievers.
Największym dziełem Richthofena była wydana w latach 1877–1912 siedmiotomowa monografia Chin zawierająca atlas geologiczny. Nosiła ona tytuł China. Ergebnisse eigener Reisen und darauf gegründeter Studien. Wprowadził w niej termin abrazja morska oraz ugruntował pogląd o eolicznym pochodzeniu lessu.
Choć jedwab nie był jedynym (ani nawet głównym) towarem transportowanym tym szlakiem, Ferdinand von Richthofen jako pierwszy użył w 1877 r. nazwy Seidenstrasse (niem. „droga jedwabna”) na określenie słynnej drogi handlowej, jedwabnego szlaku.
Wydał również podręcznik dla podróżników Führer für Forschungsreisende zawierający metodyczne podstawy badań geomorfologicznych, dzięki czemu określany jest ojcem nowoczesnej geomorfologii. Jego kolejnym osiągnięciem było porównanie stref występowania laterytu w Ameryce oraz w Azji, co doprowadziło go do wniosku, że skała ta jest produktem wietrzenia w klimacie tropikalnym.
W 2012 Ferdinand von Richthofen upamiętniony został w rodzinnej miejscowości popiersiem, które odsłonięto przy kościele ewangelickim Księżnej Zofii.